# 한국문인협회
한국문인협회(韓國文人協會)는 (사)한국예술문화단체총연합회(한국예총) 회원단체이다. 한국문인협회는 한국문학의 향상 발전과 회원들의 친목을 도모하고 작가의 권익을 옹호하며 외국문학과의 교류 촉진을 목적으로 1961년 2월 30일에 창립한 대한민국 문화체육관광부 소관의 사단법인이다. 사용하는 약칭은 한국문협이다. 사무실은 서울특별시 양천구 목동서로 225, 대한민국예술인센터 1017호에 있으며, 평생교육원은 서울특별시 종로구 삼일대로 32길 36, 운현신화타워 202호에 있다.

## 주요 사업
- 월간《월간문학》및 계간《한국문학인》발행, 월간문학출판부 단행본 발간 등
- 한국문학심포지엄
- 마로니에전국청소년백일장
- 해외 한국문학심포지엄 및 해외문학기행
- 전국대표자대회
- 대한민국문학인어울림한마당
- 한국문학상, 윤동주문학상, 조연현문학상, 박종화문학상, 해외 한국문학상, 한국문협작가상, 월간문학상, 한국문학인상, 배기정문학상 및 문학낭송가상, 한국문협서울시문학상, 유혜자수필문학상, 경암이철호문학상, 한국문협출판문학상 등 시상
- 월간문학 신인작품상 모집
- 지회ㆍ지부 문학지 콘테스트

```
-전자출판 및 방송국 사업 
 한국문인협회 웹진(『월간문학』 『한국문학인』 전자책) 운영 
 한국문협방송 운영
```

- 기타 부정기 기획행사

## 협회 역사
1949년에 결성된 한국문학가협회를 모태로 삼아 자유문학자협회, 시인협회, 소설가협회 , 전후문학가협회가 참여하는 통합 단체로 1961년에  창립되었다. 시, 시조, 민조시, 소설, 희곡, 평론, 수필, 청소년문학, 아동문학, 외국문학 10개 분과로 구성된다. 월간《월간문학》, 계간《한국문학인》을 발행하고 있다.

## 구성 조직
- 회원 : 1만6천여 명
- 18개 지회
- 181개 지부
- 49개 위원회

## 역대 이사장
- 초대 : 전영택 소설가
- 제2-8대 : 박종화 소설가
- 제9-10대 : 김동리 소설가
- 제11-12대 : 조연현 문학평론가
- 제13대 : 서정주 시인
- 제14-15대 : 조연현 문학평론가
- 직무대리 : 조경희 수필가
- 제16-17대 : 김동리 소설가
- 제18대 : 조병화 시인
- 제19-20대 : 황명 시인
- 제21대 : 성춘복 시인
- 제22-23대 : 신세훈 시인
- 제24대 : 김년균 시인
- 제25대 : 정종명 소설가
- 제26대 : 문효치 시인
- 제27대 : 이광복 소설가
- 제28대 : 김호운 소설가